# Onda
Onda és un municipi del País Valencià situat a la comarca de la Plana Baixa. Té 24.980 habitants (INE, 2020).

## Geografia

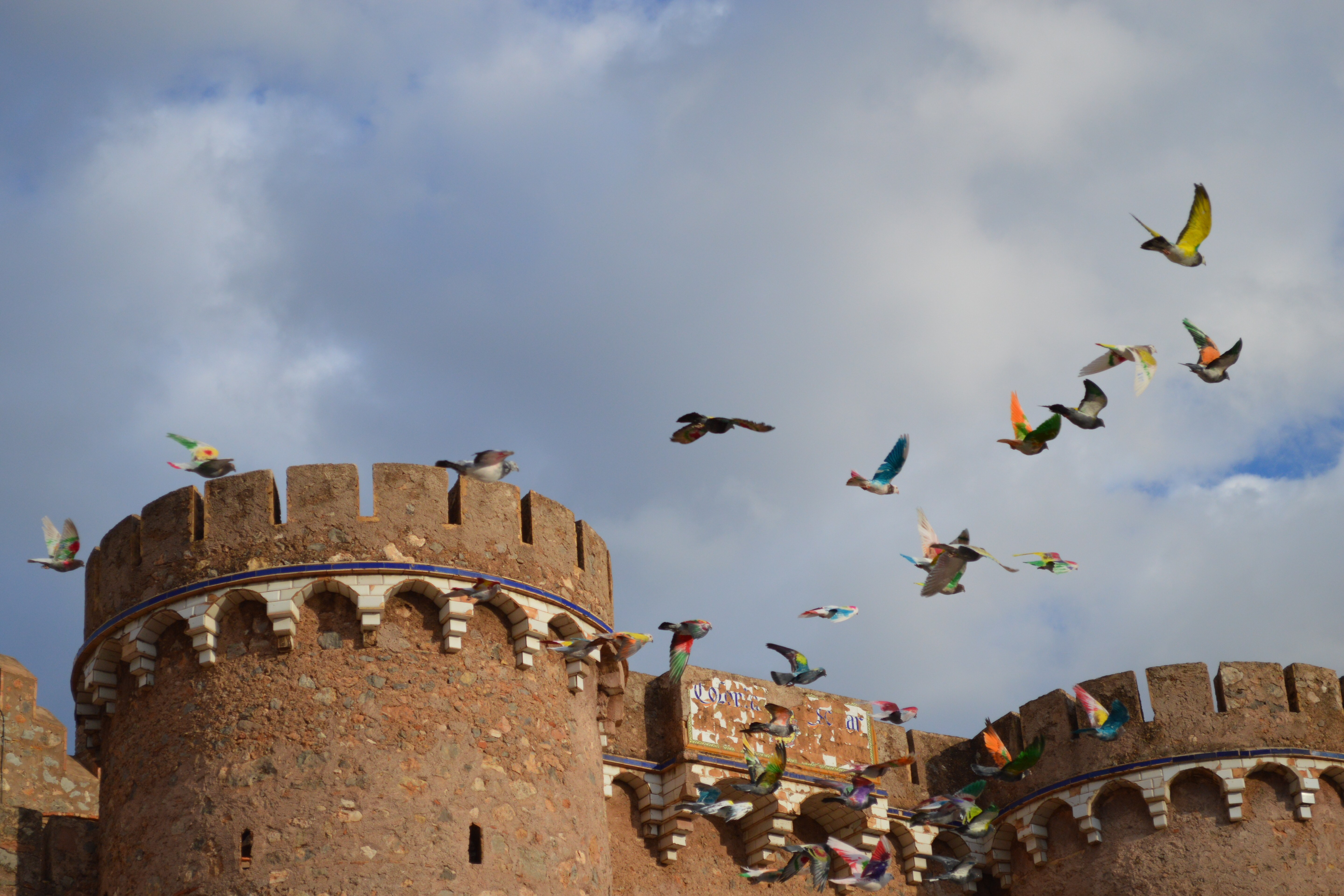
Vista del castell d'Onda amb la solta de coloms

Situada a una vintena de km de la costa mediterrània, amb els seus 108,84 km² de terme municipal és un dels municipis més grans de la província de Castelló, abraçant-se des de les muntanyes de Tales fins a la planícia de La Plana. És travessada per dos rius, el Millars, situat al nord, i el Sonella, al sud, vorejant la població. L'Embassament del Sitjar, construït en el mateix riu Millars també es troba al terme municipal. A 284 m, presidint la població es troba el Castell, encara que Onda està a tan sols 187 m. Al paisatge trobem bosc mediterrani, però predominen els tarongers.
El terme municipal d'Onda limita amb nou municipis: L'Alcora, Castelló de la Plana, Almassora, Vila-real, Betxí, Artana, Tales, Ribesalbes i Fanzara.

## Història
Encara no se sap des de quan està habitat el terme d'Onda, però s'han descobert eines de sílex del Neolític a la partida de la Murtera, i de l'edat del bronze als jaciments del Torrelló i el Castell. Del període Ibèric s'han trobat restes ceràmiques al Torrelló, Castell, Pla dels Olivars i Sitjar Baix. Més tard Onda mantingué contactes amb el món grec, com ho demostren les troballes del Torrelló i el Castell. Durant la dominació romana, el territori d'Onda pertanyia a Sagunt, el poblat del Torrelló va anar desapareixent a poc a poc i el del Castell es mantingué. A més, hi hagué 11 inscripcions llatines, 5 de les quals encara es conserven, a més d'un pont al riu Millars i un tros de via romana.
Durant el període visigòtic hi ha una presència almenys esporàdica, tal com ho demostra el descobriment d'una patena de bronze d'eixa època. L'assentament definitiu de la població com a nucli urbà es coneix amb seguretat des de principis del segle xi, quan es va construir el castell i, des de llavors no ha deixat de desenvolupar-se fins a convertir-se durant els segles xii i xiii en el principal nucli al nord de la València musulmana. Del període musulmà és la guixeria amb decoració Sebka, restes d'una sumptuosa residència, trobada en la plaça de Sant Cristòfol i, nombrosos personatges, com Yusuf al-Qud-i, deixeble de el-Hariri, escriptor, i Ibn al-Abbar, de pares onders, poeta i polític. Onda fon conquerida per les hosts del Cid en l'any 1090, encara que posteriorment, en el 1102, passà de nou a poder musulmà. El 21 de setembre de 1237 el rei donà al noble Eiximén de Foces l'alqueria de Tales pertanyent al territori d'Onda, encara en poder musulmà.
La seua conquesta per Jaume I tingué lloc l'any 1241, però es va mantindre la població musulmana fins a l'any 1248, quan fon expulsada per una rebel·lió general comandada per Al-Azraq. El rei va atorgar la Carta pobla juntament amb l'alqueria de Tales el 3 d'abril de 1248, donant àmplies franquícies i retenint els monopolis. Llavors van conviure cristians, jueus i musulmans. Els cristians, com a grup dominant, ocuparen la zona d'intremurs, exceptuant el barri jueu al voltant del Portal de València, mentre els musulmans van ser desplaçats a la part forana, coneguda des de llavors com la moreria. En els llocs i alqueries dependents de la vila d'Onda la població es va mantenir musulmana. Eixa situació continuà fins a l'expulsió dels jueus en 1492 (per un edicte dels Reis Catòlics promulgat el 31 de març) i dels moriscs en 1609. Per altra banda va romandre en el Patrimoni Reial fins a 1280, any que fou entregada a canvi d'Amposta a l'Orde de l'Hospital, la qual va retindre el seu senyoriu fins a 1319; aquell any va ser traspassada a l'Orde de Montesa. En 1343 el rei Pere el Cerimoniós va vendre la jurisdicció criminal a eixe orde, fet que va provocar un llarg període de conflictes amb els veïns, fins que en 1393 van aconseguir arreplegar els diners per a comprar-la i retornar-la al rei Joan I. Un nou intent d'ensenyoriment es va produir quan Ferran el Catòlic va atorgar el lloc a Alfons, segon duc de Vilafermosa, fet que va provocar una forta resistència dels veïns, que va acabar en morir el duc i llegar la població al rei, sent els veïns amnistiats en 1513.
Durant les Germanies (1519-1522) Onda es va alinear amb el bàndol reial juntament amb Borriana, contra els agermanats i, en els anys següents, va participar molt directament en la guerra contra els moriscs rebel·lats en la Serra d'Espadà, en la qual es convertiria en la quarter general del duc de Sogorb. Amb l'expulsió morisca de 1609 van quedar momentàniament despoblades algunes alqueries del seu terme com Tales i Artesa. Durant l'època Moderna, Onda fou considerada vila de reialenc, encara que l'Orde de Montesa va mantindre drets enfitèutics i monopolis. En els segles XVII i XVIII van ser freqüents els pleits per l'ús de les aigües de reg. En el transcurs de les accions bèl·liques de la Guerra de la Independència, la vila seria presa per les tropes franceses en 1811 però, poc més tard va ser alliberada. Encara tornaria a ser ocupada en el transcurs de l'any 1812.

## Economia
L'economia a Onda abraça dos sectors: d'una banda, el sector ceràmic, amb fàbriques taulelleres, de paviment, d'esmalts, i altres activitats relacionades amb el mercat ceràmic; de l'altra, el sector cítric, fonamentalment de cultiu de tarongers i mandariners.

## Demografia
| Evolució demogràfica (des de 1877) Censos de població | Evolució demogràfica (des de 1877) Censos de població | Evolució demogràfica (des de 1877) Censos de població |
| ----------------------------------------------------- | ----------------------------------------------------- | ----------------------------------------------------- |
|                                                       |                                                       |                                                       |
|                                                       |                                                       |                                                       |
|                                                       | Font: Institut Nacional d'Estadística                 |                                                       |

| Evolució demogràfica en els darrers anys Padró d'habitants | Evolució demogràfica en els darrers anys Padró d'habitants | Evolució demogràfica en els darrers anys Padró d'habitants | Evolució demogràfica en els darrers anys Padró d'habitants | Evolució demogràfica en els darrers anys Padró d'habitants | Evolució demogràfica en els darrers anys Padró d'habitants | Evolució demogràfica en els darrers anys Padró d'habitants | Evolució demogràfica en els darrers anys Padró d'habitants | Evolució demogràfica en els darrers anys Padró d'habitants | Evolució demogràfica en els darrers anys Padró d'habitants | Evolució demogràfica en els darrers anys Padró d'habitants | Evolució demogràfica en els darrers anys Padró d'habitants | Evolució demogràfica en els darrers anys Padró d'habitants | Evolució demogràfica en els darrers anys Padró d'habitants |
| Any                                                        | 2000                                                       | 2002                                                       | 2004                                                       | 2006                                                       | 2008                                                       | 2010                                                       | 2012                                                       | 2014                                                       | 2016                                                       | 2018                                                       | 2020                                                       | 2022                                                       | 2024                                                       |
| ---------------------------------------------------------- | ---------------------------------------------------------- | ---------------------------------------------------------- | ---------------------------------------------------------- | ---------------------------------------------------------- | ---------------------------------------------------------- | ---------------------------------------------------------- | ---------------------------------------------------------- | ---------------------------------------------------------- | ---------------------------------------------------------- | ---------------------------------------------------------- | ---------------------------------------------------------- | ---------------------------------------------------------- | ---------------------------------------------------------- |
| Població                                                   | 19.303                                                     | 20.326                                                     | 21.566                                                     | 22.526                                                     | 25.362                                                     | 25.778                                                     | 25.571                                                     | 25.228                                                     | 24.856                                                     | 24.850                                                     | 24.980                                                     | 25.099                                                     | 25.817                                                     |

## Nuclis de població i partides
- Aguillador, l'
- Alcavons, els
- Arquet, l'
- Artesa
- Assegador, l'
- Baixador de Betxí (Apeadero)
- Baronia, la
- Bassetes, les
- Bastida, la
- Benabar
- Beniparrell
- Bovalar, el
- Cagaferral
- Campillo, el
- Cantalar, el
- Cantallops
- Cantera, la
- Canyar, el
- Capamantos
- Cardàs
- Carme, el
- Casablanca
- Cingles, els
- Colador, el
- Colmenar, el
- Colomer, el
- Comptadors, els
- Corral Blanc, el
- Corral de Parents, el
- Corral Roig, el
- Corralisses, les
- Corroio
- Cossa, la
- Covatelles, les
- Cuquello, el
- Desmonte, el
- Era Blanca, l'
- Esperança, l'
- Esquellador, l'
- Farons
- Foguilella, la
- Foia de Petit, la
- Forques, les
- Foia dels Frares, la
- Fumeral, el
- Grillera
- Gronsa, la
- Horta Nova, l'
- Horta Vella, l'
- Llidona, la
- Lloma de Ràtils, la
- Llosar, el
- Mas de Pere
- Maset, el
- Merlota
- Miralcamp
- Miralpeix
- Molar, el
- Monteblanco
- Montí
- Murtera, la
- Nueva Onda
- Onda
- Palaci
- Palmeral, el
- Pantà del Sitjar (Sitjar Alt)
- Pedrissa, la
- Penya de Ramos, la
- Pica, la
- Pla de Culla, el
- Pla de la Barca, el
- Pla de la Marquesa, el
- Pla dels Olivars, el
- Pollosa, la
- Prat, el
- Puador, el
- Quart, el
- Quinalis
- Racó de Lleó, el
- Racó de Talàs, el
- Rajolar, el
- Rambla, la
- Ràtils
- Regall de l'Abellar, el
- Roc, el
- Rodador, el
- Rogeta, la
- Romeral, el
- Saera
- Sala
- Salvador, el
- Sant Francesc
- Sant Gil
- Sastre del Rei, el
- Serratella, la
- Sis Quarts
- Sitjar Baix (Milla Alta)
- Solades, les
- Solsida, la
- Sonella
- Talaia, la
- Terrers, els
- Tis, el
- Torrassa, la
- Torrelló, el
- Tossal del Corb, el
- Tossalet, el
- Trencadella, la
- Trencades, les
- Urbanització del Mas de Font
- Urbanització del Sitjar Baix
- Urbanització el Pinar d'Onda
- Urbanització les Pedrissetes
- Volta, la
- Xiclà
- Xorva

## Despoblats
D'acord amb les dades ressenyades per Baltasar Rull en el seu Noticiario Histórico de Onda (1967), al terme municipal hi hauria cinc despoblats: Berita, Espartera, Grillera, Sonella i Trutxelles. En un estudi posterior, anomenat Onda en el siglo XIII: notas para su estudio (1988) Vicente García Edo afig els despoblats de Benifaraig, Carrascosa i Cavallera.

## Política i govern

### Composició de la Corporació Municipal
El Ple de l'Ajuntament està format per 21 regidors. En les eleccions municipals de 28 de maig de 2023 foren elegits 14 regidors del Partit Popular (PP), 6 del Partit Socialista del País Valencià (PSPV-PSOE) i 1 de Compromís per Onda (Compromís).
| Eleccions municipals de 28 de maig de 2023 - Onda |                                           |                                     |                                     |         |          |          |
| Candidatura | Candidatura                               | Candidatura                         | Cap de llista                       | Vots    | Vots     | Regidors |
| | Partit Popular                            |                                     | Carmina Ballester Feliu             | 8.213   | 65,43%   | 14 (+3)  |
| | Partit Socialista del País Valencià-PSOE  |                                     | Silvia Cerdà                        | 3.291   | 26,21%   | 6 (-3)   |
| | Compromís per Onda                        |                                     | Rubén Sánchez                       | 739     | 5,88%    | 1 ()     |
| | Unión de Ciudadanos Independientes - UCIN |                                     | María Teresa Navarro                | 96      | 0,76%    | 0 ()     |
| | Vots en blanc                             |                                     |                                     | 213     | 1,69%    |          |
| Total vots vàlids i regidors | Total vots vàlids i regidors              | Total vots vàlids i regidors        | Total vots vàlids i regidors        | 12.552  | 100 %    | 21       |
| | Vots nuls                                 | Vots nuls                           | Vots nuls                           | 156     | 1,22%    |          |
| Participació (vots vàlids més nuls) | Participació (vots vàlids més nuls)       | Participació (vots vàlids més nuls) | Participació (vots vàlids més nuls) | 12.708  | 69,03%** |          |
| Abstenció | Abstenció                                 | Abstenció                           | Abstenció                           | 5.699*  | 30,96%** |          |
| Total cens electoral | Total cens electoral                      | Total cens electoral                | Total cens electoral                | 18.407* | 100 %**  |          |
| Alcaldessa: Carmina Ballester Feliu (PP) (17/06/2019) Per majoria absoluta dels vots dels regidors (14 vots de PP) |                                           |                                     |                                     |         |          |          |
| Fonts: http://www.argos.gva.es/ahe/pls/argos_elec/DMEDB_Elecmunicipios.informeElecDetallado?aNMuniId=12084&aNNumElec=1&aVTipoElec=L&aVFechaElec=2023&aVLengua=c https://elpais.com/espana/elecciones/municipales/17/12/84/ (* No són vots sinó electors. ** Percentatge respecte del cens electoral.) |                                           |                                     |                                     |         |          |          |

### Alcaldes
Des de 2019 l'alcaldessa d'Onda és Carmina Ballester Feliu de PP.
| Període                       | Alcalde o alcaldessa                            | Partit polític  | Data de possessió     | Observacions         |
| ----------------------------- | ----------------------------------------------- | --------------- | --------------------- | -------------------- |
| 1979–1983                     | Vicente Martí Gimeno                            | CI              | 19/04/1979            | --                   |
| 1983–1987                     | Antonio M. Isert Carda Vicente Martí Gimeno     | AP-PDP-UL-UV CI | 28/05/1983 28/02/1985 | Dimissió --          |
| 1987–1991                     | Enric Navarro Andreu                            | PSPV-PSOE       | 30/06/1987            | --                   |
| 1991–1995                     | Enric Navarro Andreu                            | PSPV-PSOE       | 15/06/1991            | --                   |
| 1995–1999                     | Enric Navarro Andreu                            | PSPV-PSOE       | 17/06/1995            | --                   |
| 1999–2003                     | Enric Navarro Andreu                            | PSPV-PSOE       | 03/07/1999            | --                   |
| 2003–2007                     | Enric Navarro Andreu                            | PSPV-PSOE       | 14/06/2003            | --                   |
| 2007–2011                     | Enric Navarro Andreu Juan Miguel Salvador Pérez | PSPV-PSOE       | 17/06/2007 01/10/2010 | Dimissió/renúncia -- |
| 2011–2015                     | Salvador Aguilella Ramos                        | PP              | 11/06/2011            | --                   |
| 2015–2019                     | Ximo Huguet Lecha                               | PSPV-PSOE       | 13/06/2015            | --                   |
| 2019-2023                     | Carmina Ballester Feliu                         | PP              | 15/06/2019            | --                   |
| Des de 2023                   | Carmina Ballester Feliu                         | PP              | 17/06/2023            | --                   |
| Fonts: Generalitat Valenciana |                                                 |                 |                       |                      |

## Monuments

### Monuments religiosos
- Església de l'Assumpció. Del segle xviii.

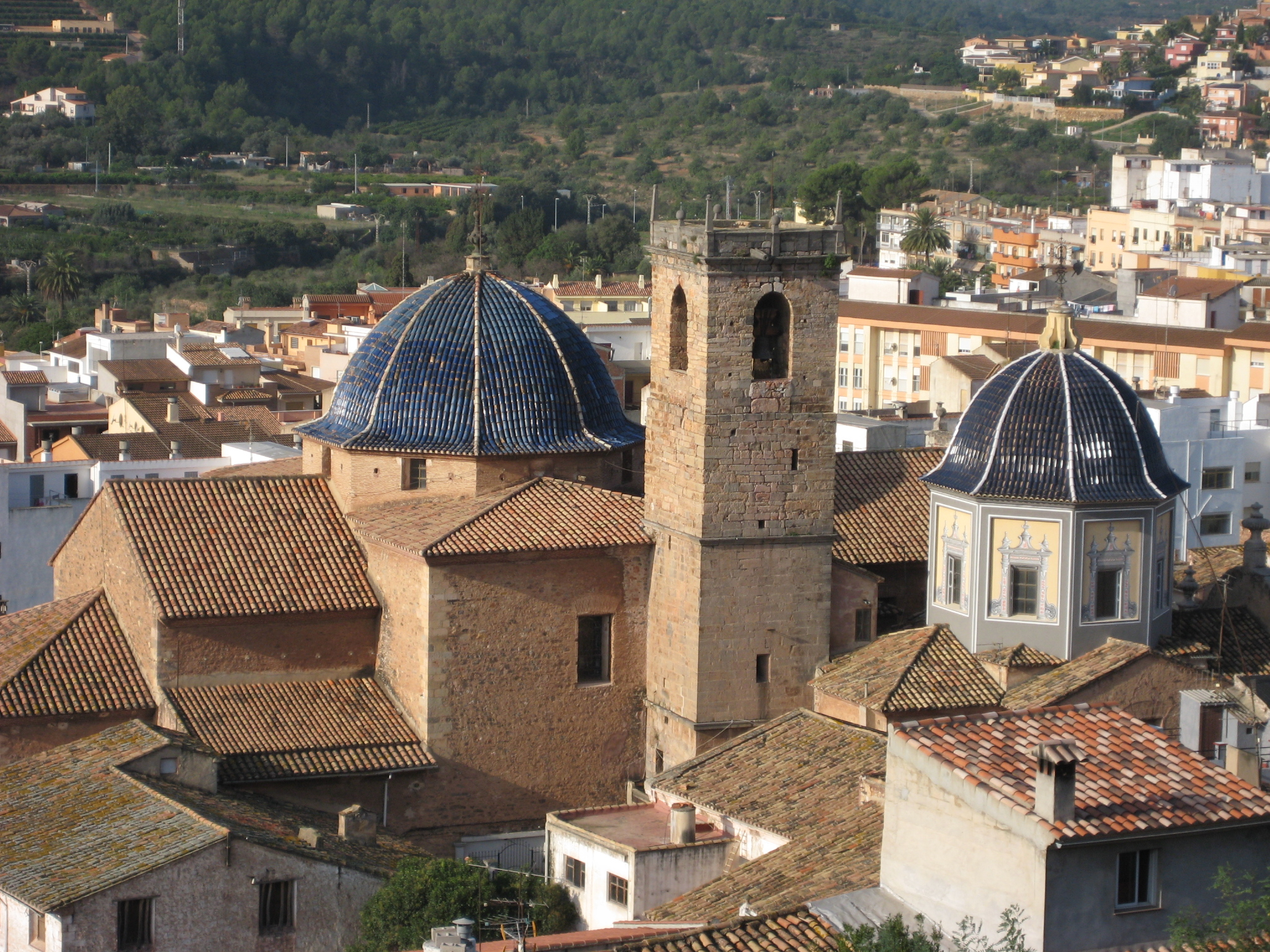
Església de l'Assumpció des del Castell

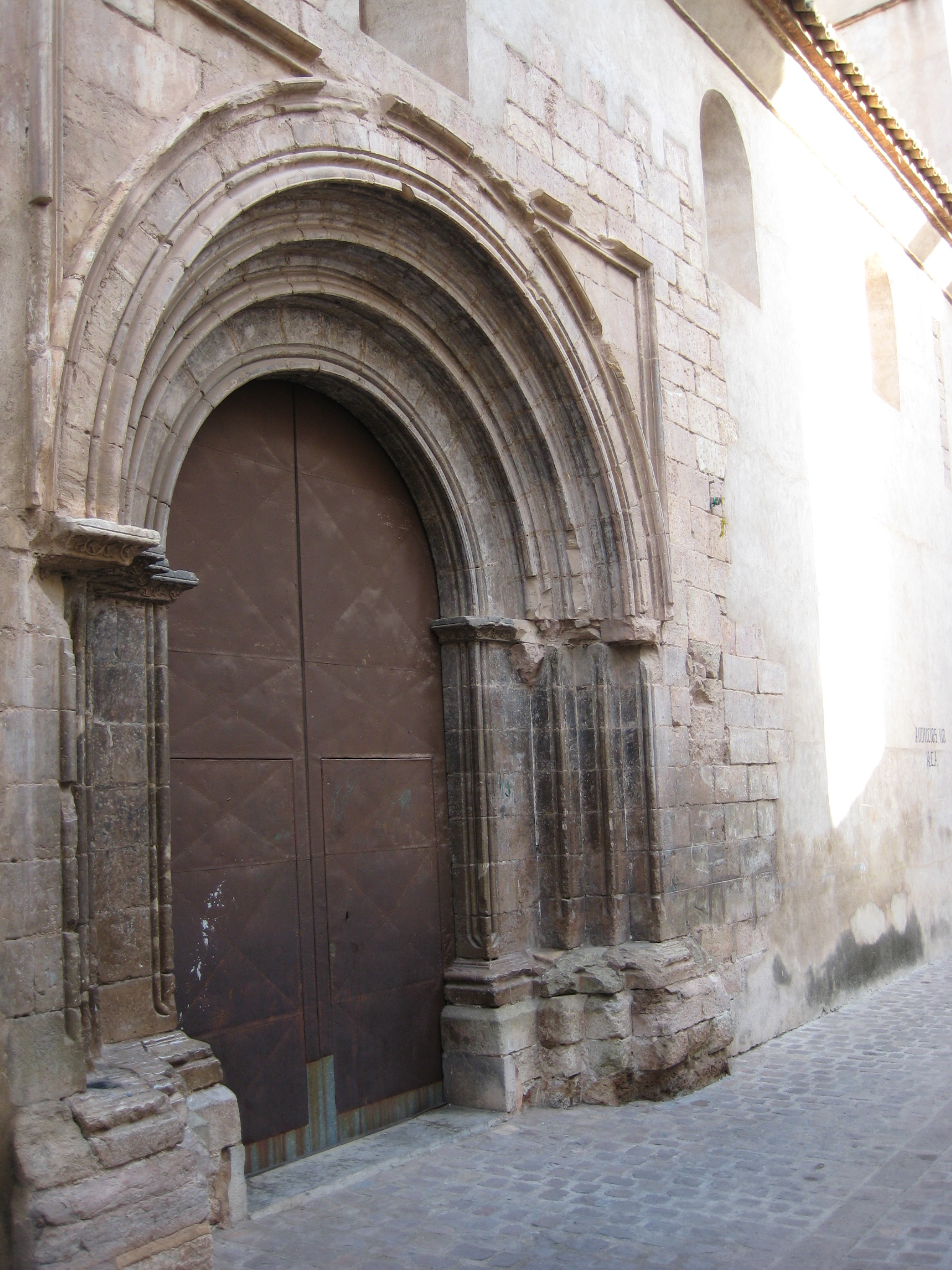
Església de la Sang o de Santa Margarida

Construcció barroca on es pot trobar el "Retaule de Sant Antoni i Santa Bàrbara" (1558) de Joan de Joanes i el "Retaule de les Ànimes" (començaments del segle xvi), atribuït a Vicent Macip, Mestre de Cabanyes, pare de Joan de Joanes. El temple original es va construir durant el segle xiv sobre l'antiga mesquita principal. Però es va incendiar el 18 de desembre de 1467 i va quedar completament destruït. En 1727 es va finalitzar la construcció actual. Adossada al temple principal es va construir la Capella de la Comunió, sent inaugurada el 1764. El conjunt té una façana amb 2 portes, la principal i la de la Capella de la Comunió. Va ser cremada saquejada el 10 d'agost del 1936 i cremada el 9 d'octubre d'aquell any. La seua reconstruccio comença el 1938 i acaba el 1976.
- Església de la Sang o de Santa Margarida. Del segle xiii.

Va ser construïda pels cavallers templaris en la segona meitat del segle xiii. Es tracta de la primera església construïda a Onda després de la reconquesta. Té un porticat gòtic abocinat d'arcs de mig punt. L'interior, que pot ser definit com a gòtic de transició o de reconquesta, consta d'una sola nau amb enteixinat mudèjar i arcs apuntats.
- Ermita del Salvador. Del segle xviii.

Destaca el panell ceràmic devocional de la façana, del ceramista Ismael Mundina. Trobem una hostatgeria i zona d'esplai.
- Ermita de Santa Bàrbara.

Emplaçada en un turó, és edificació d'una sola nau, de quatre trams, amb una petita torre campanar situada a la dreta del seu accés, i una sèrie de dependències secundàries en la part posterior. Una porta en la qual apareix la data 1697 dona accés a l'interior, totalment espoliat, en el qual es conserva part del paviment, les pilastres i restes de la cornisa longitudinal. D'altra banda, la primera referència escrita que s'ha documentat sobre aquest temple és de l'any 1430. Després, l'esmenta també la Crònica de Martí de Viciana (1563). Conseqüentment, la data que figura a la porta s'ha de referir a una renovació o reconstrucció.
- Capella de Sant Vicent Ferrer.

Ermita de planta central amb cúpula de mitjana taronja amb il·luminació natural superior. Està adornada amb pilastres d'ordre corinti. L'altar presenta quatre columnes corínties, quedant indicat en el mateix la data de 1792. Té dibuixos al fresc en les petxines amb Sants de l'Orde dels Dominics. Consta també de quadres en els dos murs laterals. En la façana exterior es pot veure un retaule petit de dotze peces de ceràmica representant al Sant titular en rajoles del segle xix. La coberta és de teula ceràmica vidriada de color blau, amb els límits de la seua base octogonal en ceràmica blanca. La resta de la coberta és de teula ceràmica i la rematada de ferro forjat.
- Capella de Sant Josep.

De planta quadrada amb cúpula semiesfèrica dividida en vuit segments. La coberta de la cúpula és de teula ceràmica de quatre aiguavessos. En la façana s'advertixen els carreus dels cantons i un retaule ceràmic del titular. En l'interior, el temple és d'ordre corinti, amb dues pilastres en cada cantó. L'entaulament presenta ornamentació d'elements vegetals d'escaiola. La cúpula s'alça sobre petxines adornades amb figures d'àngels i entrellaçats de cornises i elements vegetals, de tipus barroc. Cal destacar el sòcol de rajola en color blau i blanc, així com el paviment de l'altar.
- Convent de Santa Caterina i Calvari.

Solament queden en peus l'Ermita de la santa i la Capella del Calvari, que es troba a la dreta del que seria la porta principal del convent, afegida en el segle xviii com magatzem i destinada en 1836 a cappella. Formant un recorregut en zig-zag des del Cementiri fins a les ruïnes del Convent de Sant Francesc, el Calvari constituïx una de les imatges de major impacte visual dels voltants de la població. Considerat com el més antic de la província de Castelló, el Calvari d'Onda va estar anteriorment en la vessant del Castell.
- Santuari de la Mare de Déu de l'Esperança i convent de Pares Carmelites.

Ubicat a mig camí entre Onda i Artesa, va ser fundat al segle xv i fins al segle xx fou un important centre de la comunitat carmelita.

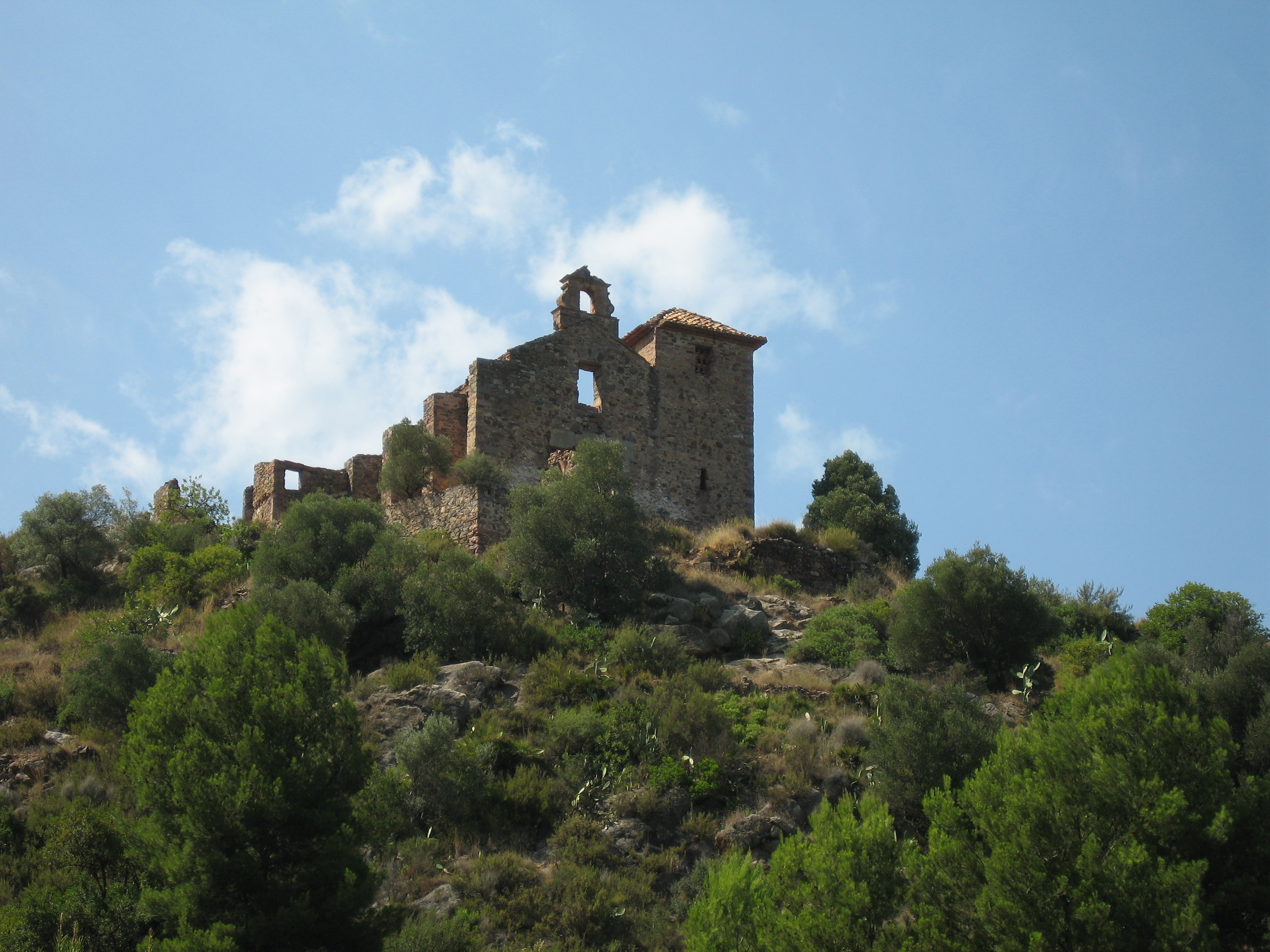
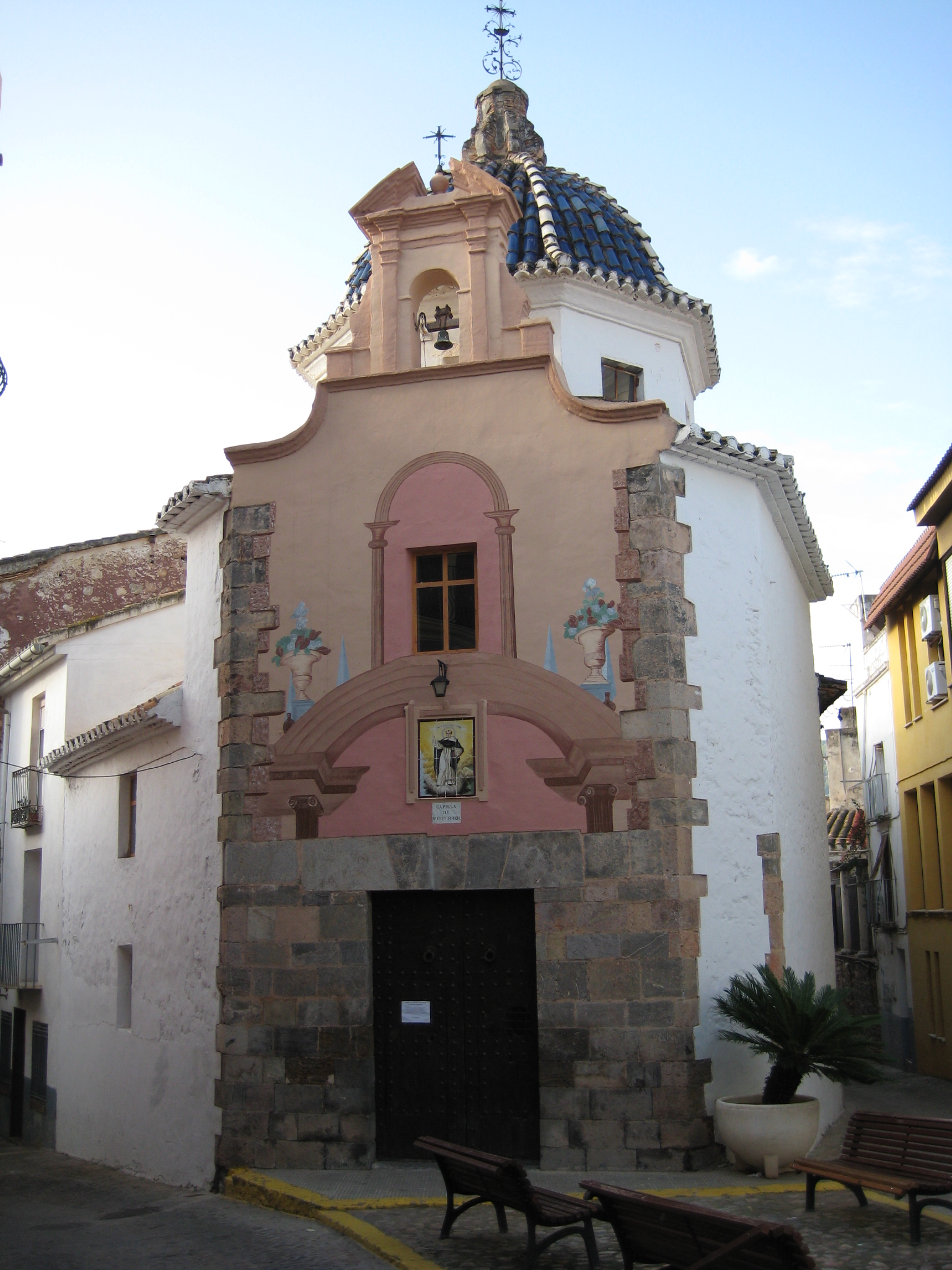
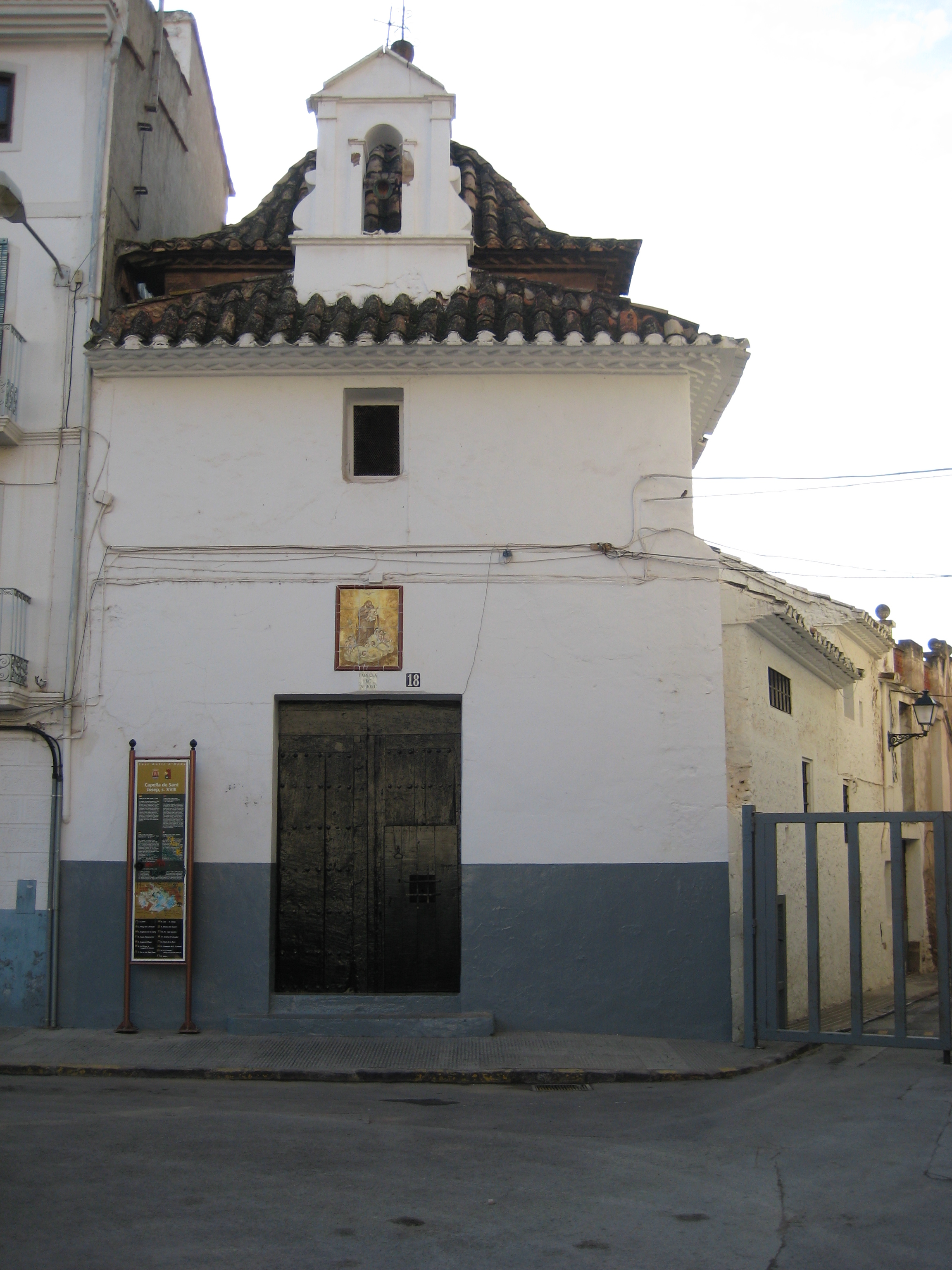
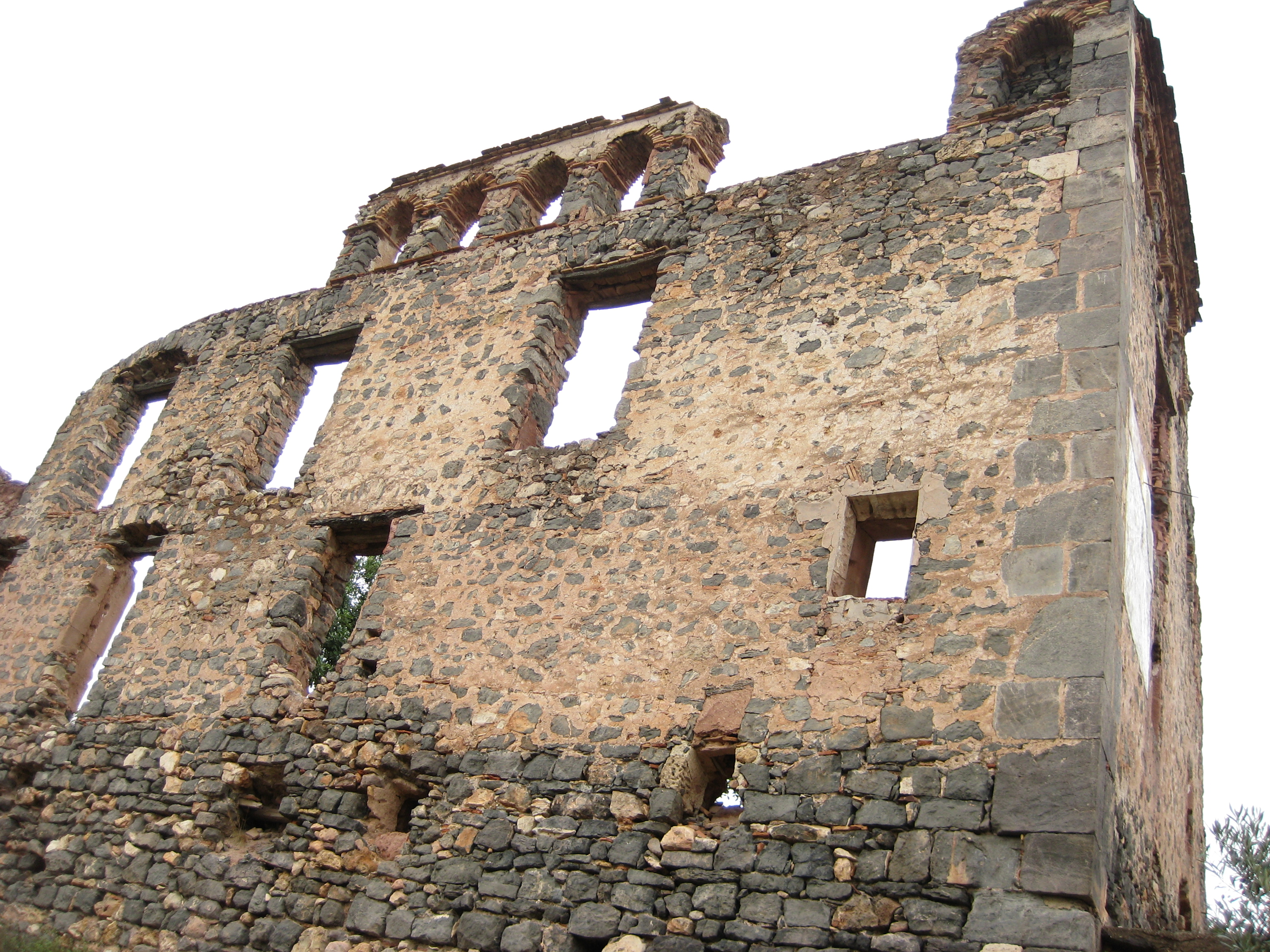

- Ermita de Santa Bàrbara
- Capella de Sant Vicent Ferrer
- Capella de Sant Josep
- Convent de Santa Caterina

### Monuments civils

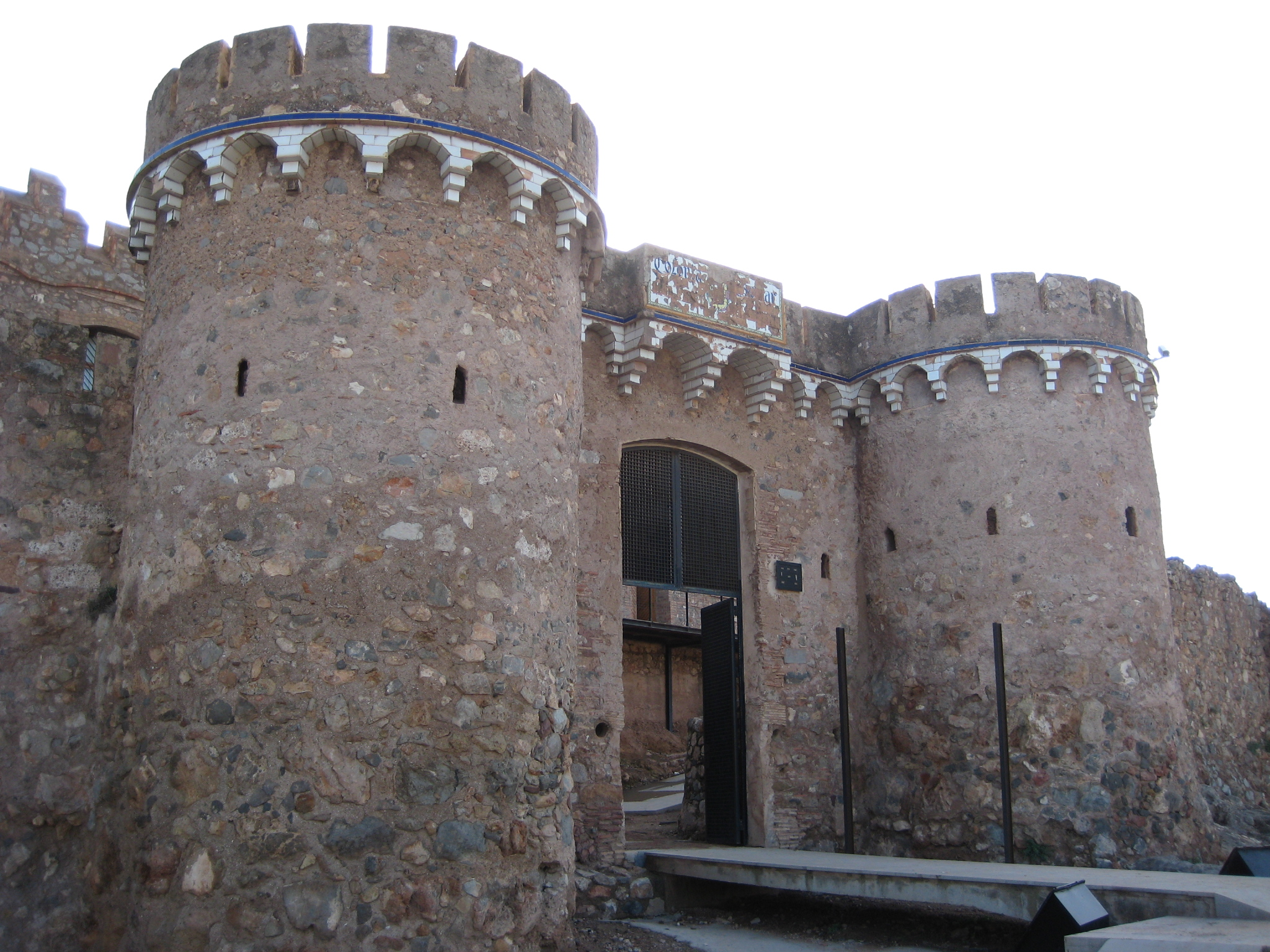
Castell d'Onda

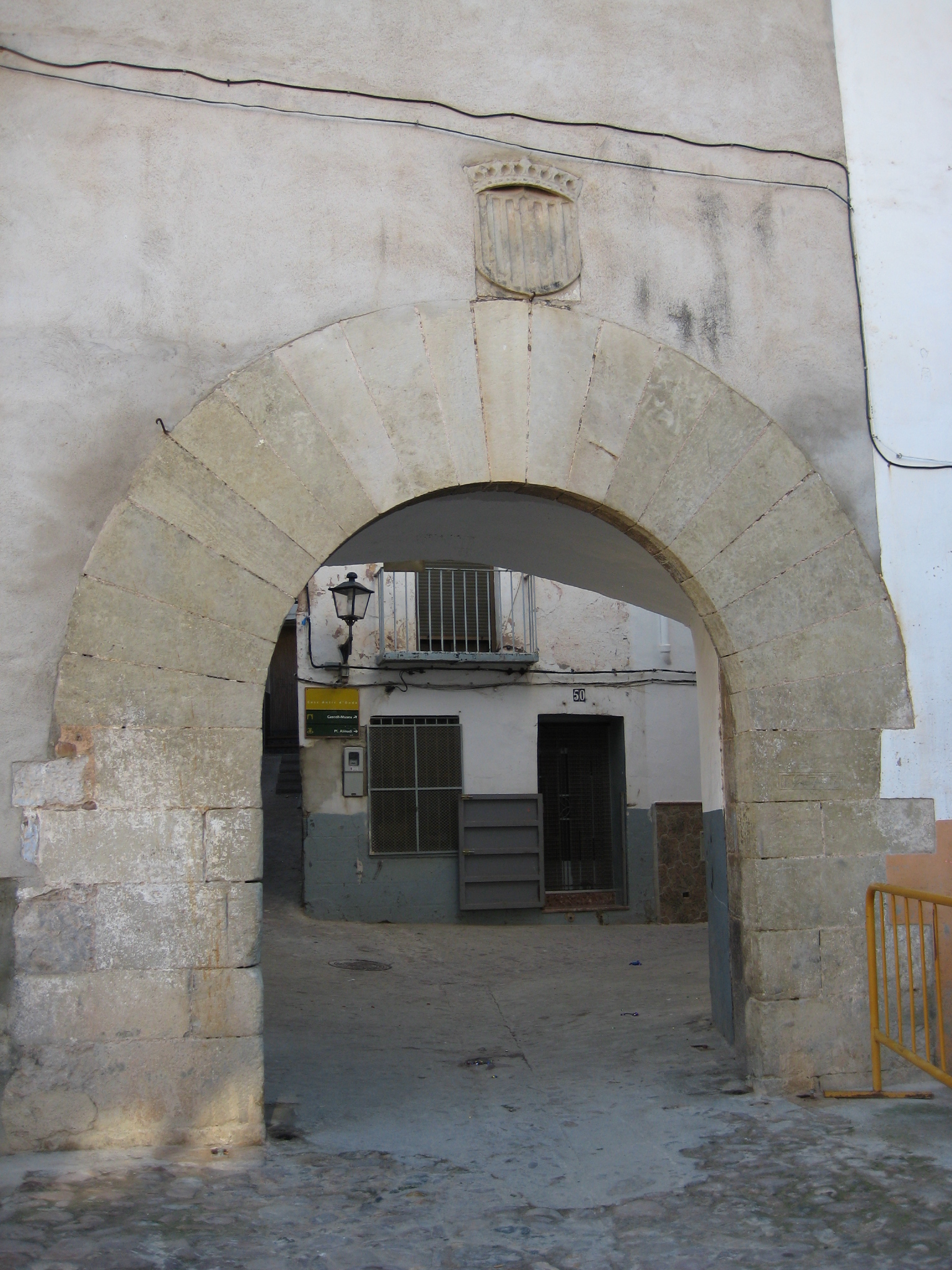
Portal de Sant Pere

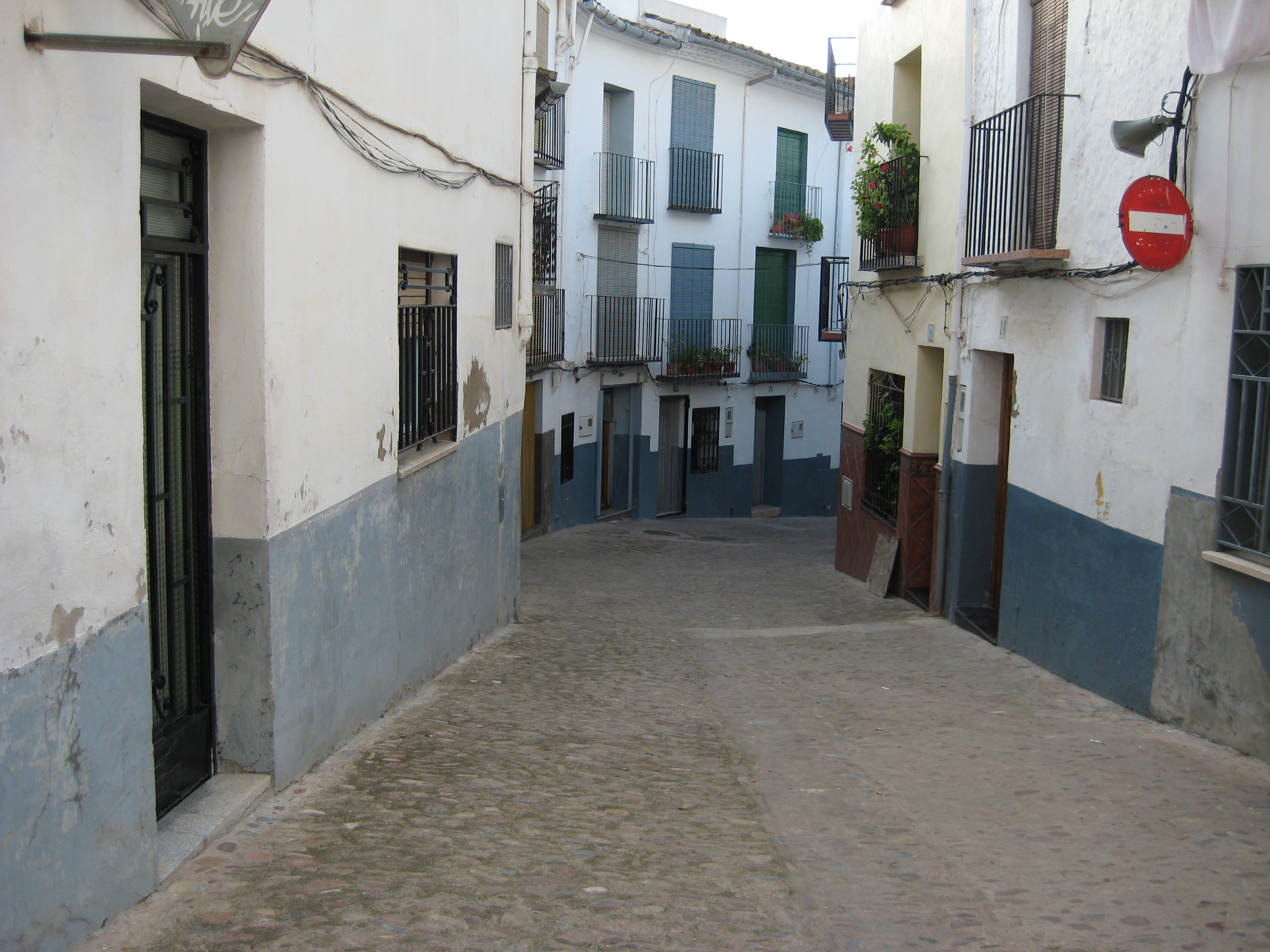
Barri de la Moreria

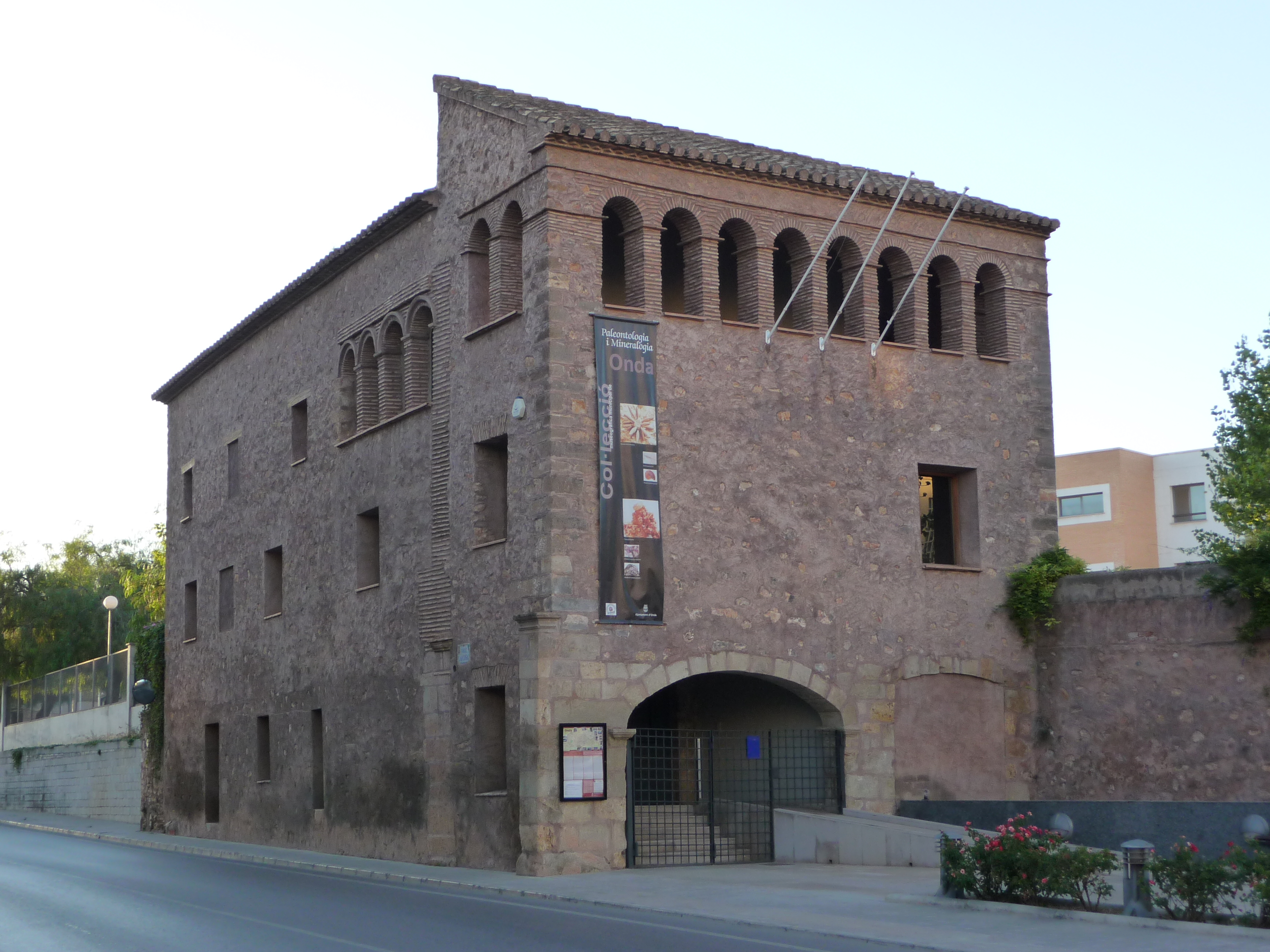
Casona del Molí de la Reixa

El nucli antic d'Onda va ser declarat en 1967 Conjunt Històric-Artístic i Bé d'interès cultural. Alguns dels punts destacats que el visitant pot trobar passejant pels seus carrerons i places són:
- Castell Medieval

L'estructura original va ser aixecada pels musulmans en el segle X sobre un antic assentament romà. L'estructura primitiva apareix sepultada sota diferents reconstruccions portades a terme al llarg dels segles. Va arribar a ser conegut per la seua grandària, com el castell de les 300 torres, car es deia que tenia tantes torres com dies té l'any. Des de fa uns anys es troba en procés de restauració.
- Plaça de l'Almodí o Font de Dins

Es trobava al costat de l'entrada principal a Onda, el Portal de Sant Roc (actualment desaparegut). Els porxos que es conserven corresponen al període gòtic (segle xv). Els edificis actuals són reconstruccions sobre edificis dels segles XIX i XX. Durant molt temps va ser la plaça principal d'Onda. Va servir com mercat de gra des del segle xv fins al segle xix. També va acollir la presó (situada en la Torre del Rellotge, de meitat del segle xvi), la Casa del Consell i l'escorxador.
- Portal de Sant Pere

Portal d'arc de mig punt dovellat que estava situat en el costat nord de la muralla que envoltava Onda. En la part interior hi ha un petit altar obert sobre el portal, dedicat a Sant Pere. Sobre l'arc hi ha un escut tallat en pedra, amb set barres i la corona real (les armes d'Aragó). Hi ha una inscripció que assenyala l'any de la seua construcció, 1578, encara que segurament la data respon a una reforma del portal original.
- Barri de la Moreria

Després de la concessió a Onda de la Carta de poblament en 1248, tots els musulmans van abandonar definitivament l'interior de la zona emmurallada d'Onda. Els que volgueren quedar-se en la seua terra en lloc d'exiliar-se van formar un barri al costat de la part exterior de la muralla. La Moreria va perviure com a barri musulmà fins a 1609, data de l'expulsió dels moriscs. Descobriments recents proven la seua existència inclús encara en època musulmana, en el segle xii.
- Plaça de la Sinagoga

Com el seu topònim indica, va ser l'eix del barri jueu de l'Onda medieval. Les restes de brancal que s'observen en el seu accés, des de la Moreria, corresponen a un portal desaparegut.
- Retaules ceràmics dedicats als sants que donen nom a carrers i places, que daten dels segles xviii, XIX i XX.

- Escaletes dels Gats

Racó típic d'Onda, que dona accés a la zona superior del Castell des de la zona de la Sinagoga. Sembla que podria tractar-se d'un dels accessos que travessava un dels dos traçats de la muralla islàmica.

### Altres monuments
Fortificació ibèrica del TorrellóJaciment arqueològic situat sobre una terrassa elevada delimitada al nord pel barranc del Torrelló i al sud pel riu Millars, confluint ambdós a l'est, formant una espècie de península, d'accés fàcil únicament per l'oest. Està fortificat amb un mur que descriu una forma circular, amb un parament de files de pedres grans amb altres més petites a manera de tascó, típic de la cultura ibèrica. Per dintre, paral·lelament, a uns 3 metres cap a l'interior es troba altre que pertany a un moment anterior, cultura del Bronze, amb un parament de pedra seca i en talús.
Casona del Molí de la ReixaEdifici exempt de tres plantes, emplaçat als afores de la població. La construcció presenta originals característiques tipològiques dels edificis industrials de l'època dels quals és exponent únic pel seu volum i importància. Un dels costats de la seua planta trapezial descansa en la séquia, sent la seua estructura de murs de càrrega de maçoneria i arcs de carreus perpendiculars a eixe costat.
Calçada romanaEs tracta d'un camí empedrat que discorre per les Pedrisses, dirigint-se des de la zona del Pla dels Olivars fins al mas de Pere i les masies del Sitjar. Cal dir que el tipus d'obra no és el típic d'una calçada romana, podent tractar-se d'un camí secundari d'aquella època, o simplement haver estat construït en una època més recent (medieval). Les pedres són irregulars i queden restes dels senyals deixats pels carruatges, amb marques del seu pas en les pedres.
La TalaiaTorre de vigilància d'època musulmana, encara que alguns l'atribuïxen al període romà. Se situa en el cim d'un pujol de pronunciada pendent pertanyent a la Pedrissa, sobre la llera del riu millars i està visualment comunicada amb el Castell. La torre és cilíndrica i presenta una altura d'aproximadament 5 metres, formada per blocs de pedra amb argamassa.
Pont medieval de SonellaÉs del segle xvi i té dos ulls desiguals amb un piló central a manera de contrafort o partidor d'aigües de forma hexagonal. Tot ell està fet de carreu, amb quatre arcs rebaixats per obertura, disposats a manera de nervis separats entre si i sense cap mena de farciment.
Estadi Enrique SauraLocalitzat en la part nord d'Onda, és l'estadi oficial del CE Onda. Té una capacitat per a 5.000 persones.

## Museus
- Museu del Taulell "Manolo Safont"

Ideat per Elio Piñón i Albert Villaplana, es tracta d'un museu dedicat a la ceràmica, que conserva més de 20.000 peces que van des de la taulelleria gòtica fins a l'actualitat. Destaquen per la qualitat i per la quantitat de peces, les col·leccions de ceràmiques procedents de tallers i indústries onderes dels segles XIX i XX. El museu també alberga col·leccions de màquines, eines i arxius documentals (dibuixos, catàlegs, fotografies, ...) relacionats amb la fabricació, el disseny i la comercialització dels Taulells.
El museu del taulell és la continuació del Museu Històric Municipal d'Onda, inaugurat l'any 1968, i que va estar dirigit fins a les darreries dels anys 70 per Manolo Safont, recuperant una important col·lecció de ceràmica del segle xix, especialment modernista.
- Museu de Ciències Naturals "El Carmen"

Està situat en el convent del Carme, en un edifici de més de 75 metres de llarg per uns 20 metres d'ample. Són dues zones, una que consta de planta baixa i l'altra de planta baixa, planta primera i planta segona. En la planta baixa, de la primera zona estan la direcció, laboratori, aula i biblioteca. En la planta baixa de la segona zona hi ha trenta-dues vitrines amb la fauna del món excepte les aus de grandària menor que es troben en la planta primera juntament amb altres seccions d'Osteologia, Anatomia, Malacologia, Oologia, Fitopatologia, Entomologia i Botànica. En la segona planta es mostren un estudi de la matèria, formació de l'univers, la terra, evolució fins a formar la vida, i evolució d'esta fins avui. Actualment passen de 2.000 les espècies de mamífers, aus, peixos, rèptils, crustacis i batracis. Així mateix prop de 5.500 espècies en la secció d'Invertebrats, més de 1.500 plantes en els herbaris, 2.000 minerals, més de 500 fòssils, i igual nombre en la secció de Malacologia. Mig centenar de peces anatòmiques i el mateix en la secció d'Osteologia.

## Muntanyes destacades

### Montí
És un dels cims més populars i visitats. Té una altura màxima de 613 metres i s'ubica a l'extrem sud-oest del terme d'Onda, a tocar de les terres de Tales. Al seu costat hi ha un pic més baix conegut com a Montí menor.

### El Calvari
És una de les muntanyes més accessibles i visitades del terme. Coneguda també amb el nom de Sant Francesc, està coronada per les ruïnes de l'antic convent de Franciscans de Santa Caterina.

### El Tossal del Ferrer

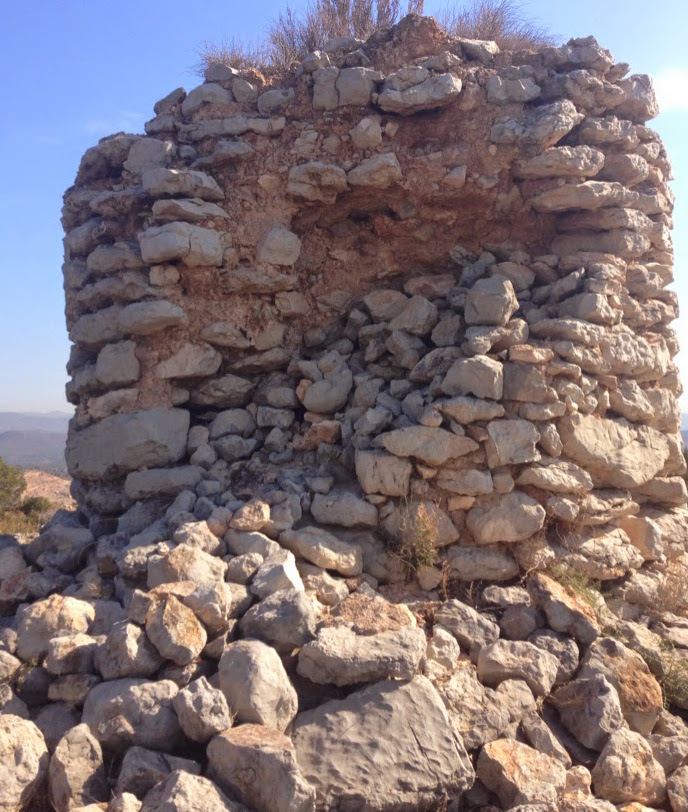
Torre de la Talaia d'Onda

Es tracta d'un cim ubicat al sud del terme municipal, a prop del terme d'Artana. És unes desenes de metres més baix que el de Montí. A ell se li ha aplicat el neotopònim de "les tres piràmides", sense cap fonament documental.

### La Talaia
La muntanya de la Talaia s'alça al nord del nucli urbà d'Onda i està coronada per la famosa torre de vigilància àrab que li dona nom.

### Beniparrell
Es tracta d'un massís dividit entre els termes d'Onda (Beniparell, el Racó de Lleó i el Llosar) i de Fanzara (el Losar i Fuente la Peña). Al seus cims es conserven algunes estructures de pedra seca i hi ha nombroses restes de la Guerra Civil.

### El Pic del Frare
Està situat al nord del terme municipal, al massís de la serra de la Pedrissa, al costat de l'embassament del Sitjar.

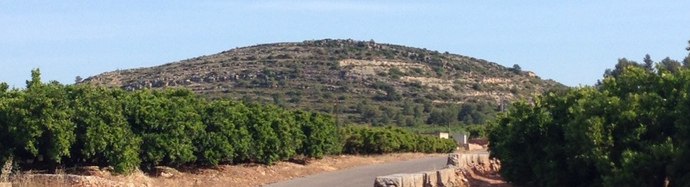
Farons

### Farons
Muntanya ubicada al nord d'Onda. Tot i no ser gaire elevada, és ben visible, ja que domina les planures que s'estenen al nord de la ciutat, des de la Talaia fins al Sitjar.

### Xavalasar
Cim ubicat a prop de l'Ermitori del Salvador, és frontera entre els termes d'Onda i Fanzara. Té el mateix nom que la partida on està ubicat.

### Font del Retor
Ubicada al Montí, no gaire lluny de l'ermita de santa Bàrbara. Està assecada.

### Font del Canyar
Ubicada al límit dels termes d'Onda i de Tales. Nomenada per autors com ara Cavanilles, hui dia és inaccessible per l'abundància de vegetació.

### Fontetes de Mesquita
Ubicades a la partida del Cuquello, molt a prop del límit entre els termes d'Onda i de Fanzara.

## Llocs d'interés
- Embassament del Sitjar.
- Embassament de Benitandús.
- Riu Millars.
- Riu Sonella.
- Cinema Mònaco

## Mitjans de comunicació
A Onda hi ha diversos mitjans locals, a la televisió es troben TV Onda i Onda Te Ve, a la premsa la revista Arrels i El Full, com a ràdio digital Radio Onda

## Esport

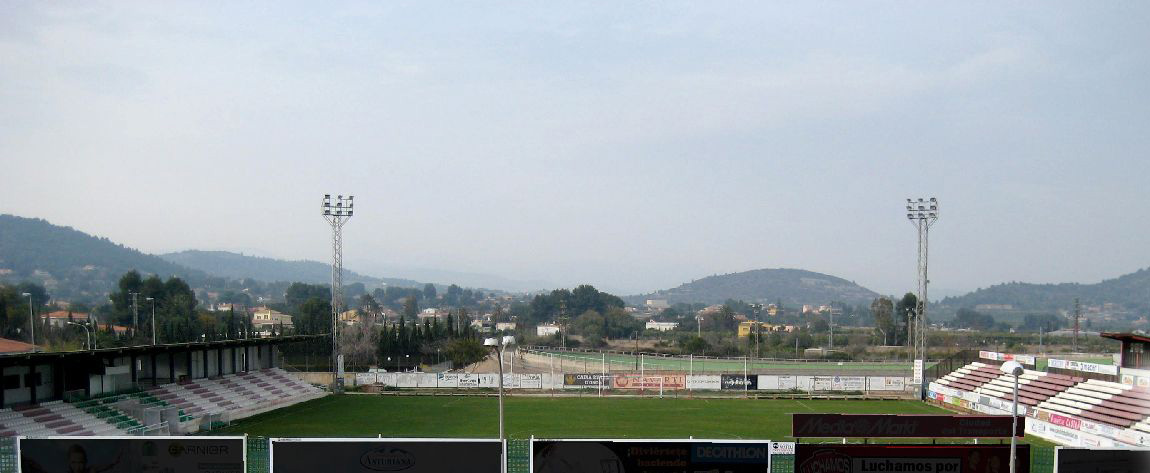
Camp Municipal de la Serratella a Onda

El principal element esportiu d'Onda és el Club Esportiu Onda, qui compta amb l'estadi de La Serratella amb capacitat de 5000 espectadors, a més de les categories inferiors, que tenen l'estadi de La Cosa.
Hi ha més associacions i clubs esportius, com són la Societat Ornitològica Santíssim Salvador, el Club de Colombicultura La Ondense, el Club d'Atletisme Onda, el Grup d'Espeleologia d'Onda, el Club Handbol Onda, el Club Ciclista Sepelaco, el Club Natació Onda, el Grup Escalada Desplome, el Club Trial Onda, la Penya Motorista Rassing 2001, el Club Bàsquet Onda, el Club Pelotari Onda, el Club Tennis de Taula, el Club Radio Control Onda, el Club BTT–Bicicleta Tot Terreny Cicloespai, el Club de Colombicultura El Prat d'Onda, El Club Adaponda, el Club Ski d'Onda, club gym-sport Onda, el Club de Patinatge OnDaWheelz, entre d'altres.

## Festivitats

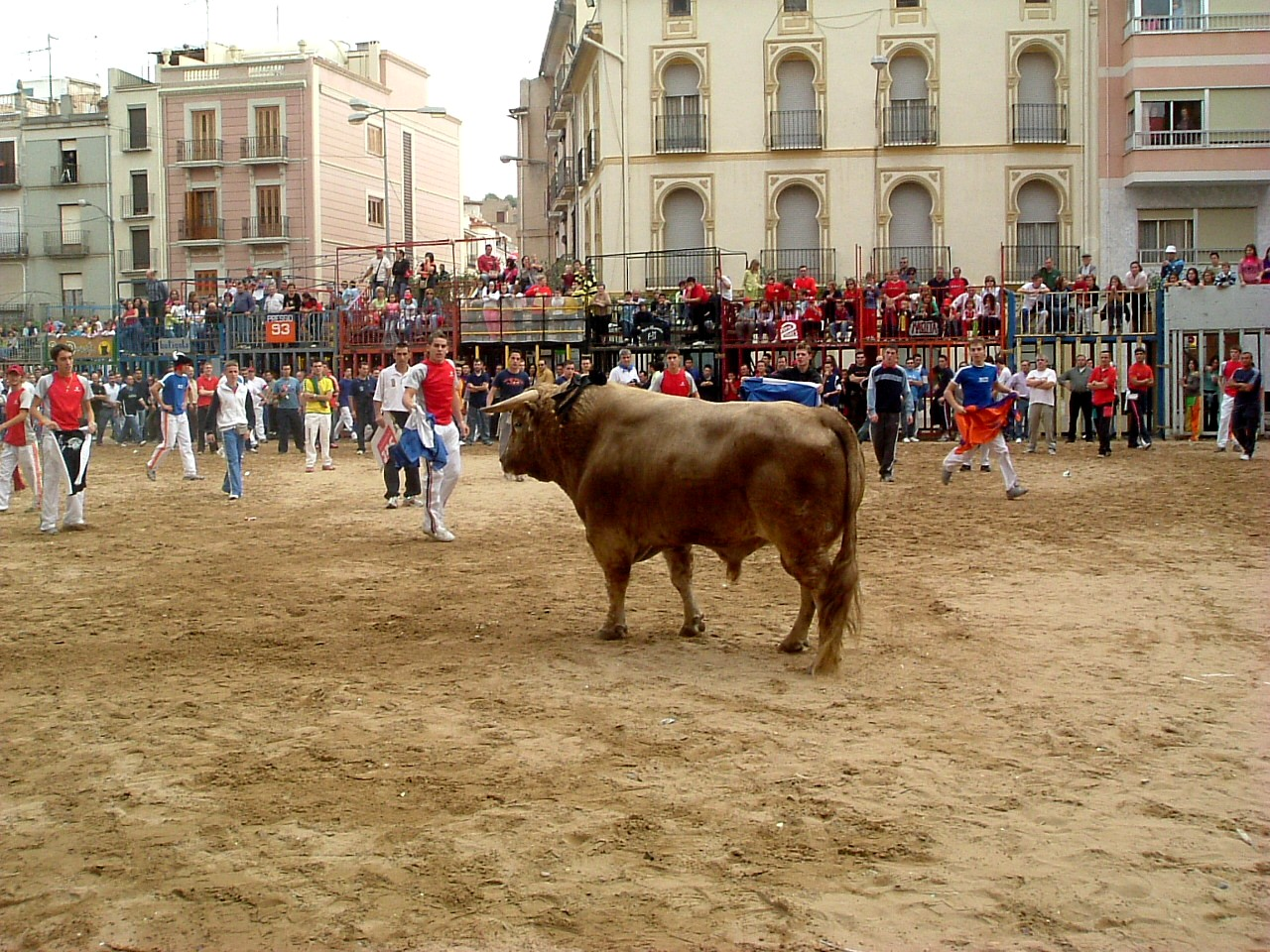
Bous al carrer a Onda

- Fira d'Onda. El darrer diumenge d'octubre és el dia quan acaben les festes patronals dedicades al Santíssim Salvador, la Verge de l'Esperança i Sant Roc, amb un castell de focs artificials. Les festes comencen a inicis de la setmana anterior amb la ‘’montà’’ dels cadafals, i continuen amb la crida de la regina de les festes, el divendres, i el començament dels bous al carrer, el dissabte. La multitud inunda els carrers de la població durant setmana i mitja, durant la qual es porten a terme gran nombre d'actes que satisfan les inquietuds festives de totes les edats. Encara que, sens dubte, dos són els actes que més expectació desperten, un religiós i l'altre profà. En primer lloc la processó del diumenge de Fira, quan els ciutadans es reunixen en la plaça del Raval per a cantar tots junts l'himne al Santíssim Salvador. I en segon lloc, les exhibicions taurines i, especialment, el tradicional "bou embolat", que es convertix en el centre d'atenció tant dels veïns com dels visitants. A més el poble s'ompli de "casals", locals on les penyes celebren la festa.
- El Salvador. El 6 d'agost se celebra la festivitat del Salvador, principal patró d'Onda, i és típic anar a berenar als menjadors de l'ermitori. Però la vespra, coneguda com a "nit del Salvador", és molt més esperada: durant tota la nit del dia 5, els onders recorren en romeria els cinc quilòmetres que separen la població de l'ermitori del Santissim Salvador per a cantar el seu himne i gaudir del mercat que allí s'organitza. Després, els amics es reunixen en les casetes de camp distribuïdes en les diferents partides del terme, on sopen i viuen una nit de música, calor i festa. Fins fa pocs anys, també disparaven coets en honor del Salvador, fins que eixa pràctica es va prohibir. En l'actualitat es complementa la festa tradicional amb Onda Natura, ball i moltes altres activitats.
- Setmana Santa i Pasqua En les processons religioses de Setmana Santa participen molts onders que porten la roba de les seues respectives confraries i trauen al pas les imatges. Després de Setmana Santa, comença la festa i es viuen les tradicionals revetles, es disparen coets i es berena la típica "mona de Pasqua" amb amics i familiars.
- Fira de Sant Miquel. Se celebra l'últim cap de setmana de setembre. És antecessora de la Fira d'Onda. Els pastissers i altres artesans culinaris ixen al carrer per a exposar-hi els seus productes. També és una fira ramadera, on es troben cavalls i altres animals.
- Sant Antoni Abad. Se celebra durant el cap de setmana més pròxim al 17 de gener. El principal element de la festa és la foguera de Sant Antoni del dissabte a la nit, a la plaça del Raval, on es repartixen xocolate i dolços. L'endemà, el diumenge, es du a terme la processó i benedicció dels animals, on es veuen cavalleries i animals de tota classe, i es dona el rotllo beneït.

## Personatges il·lustres
- Ibn al-Abbar (Onda, 1199 – Tunis, 1260), poeta, escriptor i diplomàtic musulmà.
- Zayyan ibn Mardanix (Onda, ? - Tunis, 1270), darrer rei musulmà de València.
- Joan Sanç (Ontinyent, 1557 — València, 1608), escriptor espiritual del segle xvi, ensenyà arts al Convent del Carme (1584-86).[11]
- José Arrando Ballester (Tales-Onda, 1815 - Madrid, 1893), militar liberal.
- Anna Rebeca Mezquita Almer (Onda, 1890 - San Cristóbal de la Laguna, Tenerife, 1970), poetessa valenciana.
- Juan Bautista Alós Peris (Onda, 1881-1946), pintor i dissenyador ceràmic.
- Juan Bautista Villar Domingo (Onda, 1874 - Castelló de la Plana, 1937), canonge doctoral de la catedral de Tortosa.
- Antonio Martí Olucha (Onda, 1884 - Castelló, 1974), empresari i polític.
- Baltasar Rull Villar (Onda, 1901 - 1988), polític i jutge.
- Manolo Safont (Onda, 1928 - 2005), pintor ceràmic.
- Vicente Alejandro Guillamón (Onda, 1930), periodista i escriptor.
- Dolores Corella Piquer (Castelló de la Plana, 1966), científica i investigadora.[12]
- Enrique Saura Gil (Onda, 1954), futbolista.
- Gemma Juan (Onda, 1971), periodista i presentadora
- Carme Juan (Onda, 1973), actriu, cantant i presentadora